# ФК Славија Вевче
НК Славија Вевче је био фудбалски клуб из Словеније, тачније из љубљанског предграђа Вевча. Угашен је 1999. године после раскида фузије са НД Слованом.